# Dnjestr
De Dnjestr of Dnestr (Roemeens: Nistru; Oekraïens: Дністер, Dnister; Russisch: Днестр, Dnestr) is een rivier in Oost-Europa, in Oekraïne en Moldavië. Ze ontspringt in de Karpaten en mondt uit in de Zwarte Zee. De Dnjestr heeft een lengte van 1352 km, terwijl het stroomgebied 72.100 km² bedraagt. De Dnjestr is daarmee de op een na grootste rivier van Oekraïne en de grootste van Moldavië. Bij de oude Grieken heette de rivier Tyras. De Dnjestr fungeert nog voor een klein gedeelte als grensrivier. Van 1918 tot 1940 had de helft van de rivier (vanaf Chotyn) die functie, namelijk tussen Roemenië en de Sovjet-Unie.

## Loop van de Dnjestr
De bron van de Dnjestr ligt aan de noordkant van de Beskiden, het centrale deel van de Karpaten, niet ver van de grens met Polen. Aanvankelijk koerst de rivier in noordwestelijke richting, maar al snel buigt de rivier af naar het noordoosten en vervolgens het zuidoosten en dat zal verder haar hoofdrichting blijven. Over het hele traject is de loop van de Dnjestr uiterst bochtig.
Het diep uitgesneden dal van de Dnjestr scheidt de Karpaten in het zuiden van het vruchtbare heuvelland van Podolië in het noorden. De meeste zijrivieren komen uit noordelijke richting (de Seret en de Zbroetsj zijn de grootste). Er liggen opmerkelijk weinig grote steden aan de rivier. De eerste grotere plaats is Chotyn, ooit een belangrijke grensvesting. Deze stad op de rechteroever ligt in noordelijk Bessarabië. Wat oostelijker volgt Mohyliv-Podilsky op de linkeroever. Tussen Chotyn en Mohyliv-Podilsky wordt de Dnjestr de grensrivier tussen Oekraïne en Moldavië.
Zuidelijker komt de Dnjestr geheel op Moldavisch grondgebied. Het gebied op de linkeroever staat bekend als Transnistrië, een geïndustrialiseerde regio, waarvan Tiraspol de grootste stad is. Op de rechteroever is Tighina (voorheen Bendery) de grootste stad. Bij Dubăsari ligt sinds de jaren vijftig een stuwmeer.
De laatste luttele kilometers van de Dnjestr verlopen weer op Oekraïens grondgebied. De rivier mondt westelijk van Odessa uit in een liman, een type monding, karakteristiek voor de rivieren die in de Zwarte Zee uitmonden. De liman heeft een lengte van 42,5 kilometer en de maximale breedte is 12 kilometer. De oppervlakte is ongeveer 400 km². Het is ondiep, gemiddeld ligt de bodem op 1,8 meter onder de zeespiegel en de maximale diepte is 2,7 meter. Aan de zuidoever van deze liman ligt nog de historisch belangrijke stad Bilhorod-Dnistrovsky, de oude Turkse vesting Akkerman.
Waar de rivier in de Zwarte Zee stroomt ligt een schoorwal. De schoorwal heeft slechts een kleine open verbinding bij de badplaats Zatoka. Over de opening ligt een deels vaste brug met een hefbrug in het midden waardoor hoge schepen de liman kunnen in- en uitvaren. Over de brug is weg- en treinverkeer mogelijk.

## Scheepvaart
De Dnjestr is bevaarbaar vanaf Chotyn en is twee à drie maanden per jaar bevroren. De winterse ijsgang en de sterk wisselende waterstand maken de rivier minder geschikt voor intensieve scheepvaart. Bovendien mist de monding een goede haven.
- Gemeinsame Normdatei: 4091067-2
- Nationale Bibliotheek van Tsjechië: ge423212
- Virtual International Authority File: 234158546